# San Giovanni Lipioni
San Giovanni Lipioni község (comune) Olaszország Abruzzo régiójában, Chieti megyében.

## Fekvése
A megye délkeleti részén fekszik. Határai: Castelguidone, Celenza sul Trigno, Roccavivara és Torrebruna.

## Története
A település elődjét valószínűleg a szamniszok alapították az i. e. 3 században. A középkor során nápolyi nemesi családok birtoka volt. Neve a spanyol los peones (szakképzetlen munkások, parasztok) kifejezésből ered, ami a település lakosságának fő gazdasági tevékenységére, a pásztorkodásra utal. Önállóságát a 19. század elején nyerte el, amikor a Nápolyi Királyságban felszámolták a feudalizmust.

## Népessége
A népesség számának alakulása:

## Főbb látnivalói
- a 17. században épült Santa Maria delle Grazie-templom
- a Santa Liberata-kápolna
- a település fő tere a Piazza Largo del Popolo
- a Trocco-forrás